# Российское законодательство X—XX веков
«Российское законодательство X—XX веков» — фундаментальное историко-правовое девятитомное издание, выпущенное издательством «Юридическая литература» (Москва) в период с 1984 по 1994 год.

## История создания
Научное издание старинных законов, иных юридических актов и записей обычного права в России восходит к XVIII веку. До Октябрьской революции был опубликован большой источниковый материал по истории русского права. Правовые памятники публиковали Академия наук, Археографическая комиссия, губернские учёные архивные комиссии и ряд научных обществ.
После 1917 года деятельность по публикации правовых памятников постепенно к концу 1920-х годов затихает. К её деградации приводит централизация в СССР и научных исследований, и издательского дела, а также эмиграция многих учёных старой школы. Другая причина спада публикаторской активности — в изменении социального заказа науке. Интерес исследователей сконцентрировался теперь на экономической истории и истории классовой борьбы. Соответственно и правовые памятники стали рассматриваться как, прежде всего, выражение воли правящего класса, что значительно сужало поле научных исследований. В результате сократились как количество, так и спектр публикуемых источников. Отдельные публикации, такие как академическое издание Правды Русской (М. — Л., 1940) общей картины не меняли.
С 1950-х годов наметилось некоторое оживление деятельности по публикации историко-правовых памятников. Это было связано с относительным ослаблением идеологических ограничений, а также развитием исторической и историко-правовой науки в СССР и постепенным расширением связей с зарубежными учёными. На таком фоне стал возрастать интерес к не востребованным ранее первоисточникам. В частности, стала выходить серия «Памятники русского права» (М.: Госюриздат, 1952—1963), оставшаяся, правда, незавершённой. Особенно активизировалась деятельность в области публикации правовых памятников в 1980-е годы. В 1982 году Институтом государства и права Академии наук СССР была издана долгосрочная программа комплексной исследовательской и научно-издательской деятельности в области истории государства, права, политических и правовых учений. Однако большинство издаваемых памятников права выходило усилиями историков, а не правоведов.
Издание в целом (т. 1, с. 5—8), а также каждый том предварены введениями. Издание задумывалось как сборник документов. Однако благодаря тому, что все документы также снабжены обстоятельными вводными статьями и комментариями оно одновременно является и монографическим исследованием, выполненным на высоком научном уровне.
В издании собраны только документы, отвечающие современным критериям закона как нормативного правового акта высшей юридической силы. Иные источники истории права (обычное право, подзаконные акты, правоприменительная практика) не публиковались. Для X — середины XVI веков (первые три тома), после которых сохранилось относительно небольшое количеством правовых памятников, вопрос их отбора для публикации остро не стоял. По более поздним периодам составителям было существенно сложнее отбирать материал. В последующих томах были размещены важнейшие акты, характеризующие эпоху и дающие представление об основных институтах различных отраслей права. В издании правовая система рассмотрена в отраслевом ракурсе с учётом реального существования отраслей в феодальном праве. Материалы томов позволяют составить правовые институты в одну историческую последовательность и проследить их развитие.
Составители девятитомника отошли от принятой ранее в науке российского государства и права периодизации, основанной на изменениях правовой формы: относительное единое право (XI—XIII века), партикулярное право (XIII—XV века), унифицированное право (с конца XV века). В издании периодизация истории законодательства соответствует развитию формы Российского феодального государства: раннефеодальная монархия (том 1, частично том 2); сословно-представительная монархия (том 3); абсолютная монархия: становление (том 4), расцвет (том 5), начало её кризиса (том 6). 2‑й том посвящен законодательству периода образования Русского централизованного государства и охватывает так называемый «переходный период» от раннефеодальной к сословно-представительной монархии (конец XV — середина XVI века).
В издании раскрыта связь писанного и обычного права. Рассмотрены вопросы развития юридической техники, включая правовую терминологию, внутриактовую систематизацию норм, становление законодательства как системы и, наконец, государственная систематизация законодательства. Длительный процесс систематизации русского права, по мнению рецензентов, нашёл в сборнике адекватное отражение, прослежено развитие юридических форм от казуистического типа к нормам высокой степени обобщения. Исследована также законодательная деятельность. Если по древнейшему, летописному периоду недостаток источников не позволял судить об этом, то уже в третьем томе идёт речь о подготовке законов, а начиная с четвёртого тома рассмотрение законодательного процесса, хотя формально ещё не определённого, становится правилом.
Первые тома готовились в начале 1980-х годов, составителям приходилось преодолевать цензурные ограничения, порой препятствовавшие публикации целых групп документов, в частности, связанных с историей церкви. Тем не менее, авторскому коллективу удалось преодолеть многие препятствия. В частности, был опубликован Стоглав (том 2), который в советское время ни разу не издавался и не исследовался в монографическом плане ни с историко-правовой, ни с источниковедческой (в том числе текстологической) точек зрения.
В конце каждого тома приведены библиография основных изданий и исследований по его тематике, указатели имён, географических и этнических наименований, предметно-терминологический указатель.
Издание вышло под общей редакцией доктора юридических наук, профессора, заведующего кафедрой истории государства и права МГУ О. И. Чистякова. В состав авторского коллектива вошёл ряд учёных-юристов его кафедры, других российских вузов и научных организаций, а также историки, в том числе такие известные как академик В. Л. Янин.
Издание распространялось по подписке. Первые 8 томов изданы тиражом по 25 420 экземпляров каждый, 9-й том — 10 000 экземпляров. Сначала выходило по 1—2 тома в год. 8‑й том (1991) вышел в через 2 года после выхода 7‑го, после чего сообщалось об остановке издания незавершённым. Ответственный редактор 2‑го тома профессор МГУ А. Д. Горский (1923—1988) не дожил до выхода 6‑го тома, а Г. А. Кутьина, включившаяся в работу над изданием ещё студенткой, к выходу 8‑го тома успела защитить кандидатскую диссертацию.
За подготовку издания в 1996 году авторскому коллективу присуждена Государственная премия Российской Федерации.

## Состав издания

### Т. 1 «Законодательство Древней Руси»
Ответственный редактор — В. Л. Янин. Год издания — 1984.
Том посвящён двум крупным периодам русской истории: периоду существования Древнерусского (Киевского) государства (XI—XII века) и периоду феодальной раздробленности (XII—XIV века). В том включены Краткая и Пространная редакции Русской Правды; княжеские уставы и уставные грамоты: Устав Владимира Святославича о десятинах, судах и людях церковных, Устав Ярослава о церковных судах, Уставная грамота владимиро-волынского князя Мстислава Даниловича 1289 года, Устав новгородского князя Святослава Ольговича о церковной десятине 1137 года, Новгородский устав великого князя Всеволода о церковных судах, людях и мерилах торговых, Рукописание князя Всеволода (XIII век); Новгородская и Псковская судные грамоты.
Во введении рассматривается вопрос происхождения Древнерусского государства и права и, сообразно времени подготовки тома (сдан в набор 17.03.83 г., подписан в печать 28.02.84 г.), авторы стоят на позициях антинорманизма. При этом ими выстроена довольно стройная система доказательств, с чем соглашаются даже те рецензенты, которые саму антинорманскую концепцию не принимают. Рецензенты также обращают внимание на помещённую во введении к тому критику теории украинских националистов об «украинско-варяжском происхождении» Киевского государства. Анализируя публикуемые документы, авторы тома отходят от некоторых устоявшихся в историко-правовой науке стереотипов, в частности о том, что Русская Правда не знала грани между уголовным и гражданским правом. Посредством разбора конкретных правовых норм в издании показано, что в памятнике неразграниченности этих отраслей нет, а имеет место применение за одно правонарушение двух мер ответственности — уголовной (например, вира) и гражданской (головничество и др.).
В качестве недостатка издания рецензенты ссылаются на необоснованное, по их мнению, невключение в том текста Сокращенной редакции Русской Правды. Высказаны отдельные замечания к стилю изложения или глубине анализа во введениях или комментариях к некоторым документам, а также к узости формулировки названия тома, охватывающего два исторических периода.
В создании тома принимали участие О. И. Чистяков, Я. Н. Щапов, Т. Е. Новицкая, Н. А. Семидеркин, В. Л. Янин, В. М. Клеандрова, Ю. Г. Алексеев, Е. В. Державина, В. Д. Чёрный, Г. А. Кутьина.

### Том 2 «Законодательство периода образования и укрепления Русского централизованного государства»
Ответственный редактор — А. Д. Горский. Год издания — 1985.
В томе опубликованы судебники 1497 и 1550 годов; грамоты наместничего управления: Двинская и Белозерская уставные грамоты, Белозерская таможенная грамота, Запись о душегубстве; губные и земские грамоты: Губная белозерская грамота, Медынский губной наказ, Уставная земская грамота волостей Малой Понежки, Выйской и Суры Двинского уезда; а также Стоглав.
Во введении раскрывается социально-экономическая и политическая суть процесса образования и укрепления Русского централизованного государства, особенности юридической природы и формы этого процесса. Авторы обосновывают большую роль городов в общественно-экономической и политической жизни Руси. Рассматривая изменения в правовом положении социальных групп в XIV — первой половине XVI века авторы введения специально останавливаются на холопах, восполняя, таким образом, лакуну в научной и учебной литературе. Уделено внимание во введении также системе налогообложения Московского княжества, даётся оценка её роли в процессе централизации. Характеристика системы права, его отраслей и институтов приводится, в основном в специальных статьях, предваряющих отдельные разделы тома.
Судебники 1497 и 1550 годов рассматриваются во вступительной статье к соответствующему разделу одновременно в их взаимосвязи, в сравнении. Это позволяет отследить процесс централизации государства в преемственности этих документов и их различиях. Авторы рассматривают причины издания Судебников 1497 и 1550 годов, на основе анализа социально-экономического развития русских земель обосновывают историческую роль этих правовых памятников. Сообразно этапу развития советской историко-правовой науки в издании анализируется феодальная классовая сущность, антинародная направленность обоих Судебников, показывается как Судебники последовательно усложняли практику выхода из крепостной зависимости. В то же время авторы указывают, что издание Судебников в общеисторическом плане является показателем высокого уровня развития юридической мысли на Руси и самобытности русского права. Они обращают внимание читателя на то, что в XV—XVI веках в деле кодификации законодательства Россия опережала западноевропейские страны.
Авторы тома в отличие от распространённого в советской науке мнения, что Стоглавый собор следовал указаниям царя и его приближённых, считают, что решающую роль в работе Стоглава играло высшее духовенство. При этом в книге делается вывод, что основным источником решений собора являлась церковная практика, на которую, в свою очередь, оказывали влияние социально-экономические условия Русского государства в середине XVI века. Включение в том ряда крупных актов местного управления в рецензии Р. С. Мулукаева признаётся обоснованным в связи с тем, что образование Русского централизованного государства и складывание сословно-представительной монархии влекли за собой реорганизацию местного управления. Рецензент считает, что эти акты представляли собой новый этап в развитии русского права на пути к централизации. Авторы тома, характеризуя уставные грамоты наместничьего управления, указывают, что в них закладывались основы общерусской правовой системы, отражались ранее не известные ей правовые институты. Так новеллой для русского права стала законодательная регламентация применения смертной казни и телесных наказаний.
Спорными рецензенты советского времени считали исключение крестьянства из состава классов, заинтересованных в объединении страны. Они указывали, что крестьяне надеялись, что сильное государство защитит их от разорительных набегов внешних врагов и не могли знать и предвидеть, что именно централизованное государство станет орудием их закрепощения. Авторов тома также упрекали в меньшей по сравнению с 1-м томом полноте критики современных изданию буржуазных историков и юристов, «извращавших» содержание и значение Судебников 1497 и 1550 годов и других законодательных памятников. Вызвала возражения и структура книги, не всегда соответствующая исторической хронологии. Так, Двинская и Белозерская уставные грамоты были изданы раньше Судебника 1497 года и сыграли определённую роль при его разработке. Однако в книге эти грамоты размещены после Судебников. По мнению рецензента ссылки на указанные грамоты при расположении материалов в хронологическом порядке были бы логически уместнее.

### Том 3 «Акты Земских соборов»
Ответственный редактор — А. Г. Маньков. Год издания — 1985.

### Том 4 «Законодательство периода становления абсолютизма»
Ответственный редактор — А. Г. Маньков. Год издания — 1986.

### Том 5 «Законодательство периода расцвета абсолютизма»
Ответственный редактор — Е. И. Индова. Год издания — 1987.

### Том 6 «Законодательство первой половины XIX века»
Ответственный редактор — О. И. Чистяков. Год издания — 1988.

### Том 7 «Документы крестьянской реформы»
Ответственный редактор — О. И. Чистяков. — 1989.

### Том 8 «Судебная реформа»
Ответственный редактор — Б. В. Виленский. Год издания — 1991.

### Том 9 «Законодательство эпохи буржуазно-демократических революций»
Ответственный редактор — О. И. Чистяков. Год издания — 1994.

### Рецензии на группы томов
- Страхов Н. Н., Гончаренко В. Д. [Рецензия] // Правоведение. — 1987. — № 2. — С. 91—92. — ISSN 0131-8039. — Рец. на Т. 1—3.
- Краковский К. П., Маймескулов Л. Н., Ярмыш А. Н. [Рецензия] // Отечественная история. — 1993. — № 4. — С. 197—201. — ISSN 0869-5687. — Рец. на Т. 1—6.
- Рогожин А. И. [Рецензия] // Советское государство и право. — 1990а. — № 12. — С. 143—145. — ISSN 0132-0769. — Рец. на Т. 6—7.

### Рецензии на отдельные тома
| Том 1. | Мулукаев Р. С. [Рецензия] // Советское государство и право. — 1985. — № 6. — С. 145—146.                                                                          |
|        | Рогожин А. И., Ярмыш А. Н. [Рецензия] // Вестник Московского университета. Сер. 11, Право. — 1985. — № 4. — С. 90—91. — ISSN 0130-0113.                           |
| Том 2. | Мулукаев Р. С. [Рецензия] // Вестник Московского университета. Сер. 11, Право. — 1987. — № 1. — С. 77—79.                                                         |
|        | Рогожин А. И., Сафронова И. П., Ярмыш А. Н. [Рецензия] // Советское государство и право. — 1986. — № 8. — С. 143—144.                                             |
| Том 3. | Виленский Б. В. [Рецензия] // Советское государство и право. — 1987. — № 5. — С. 149—151.                                                                         |
| Том 4. | Анисимов Е. В. [Рецензия] // Вестник Московского университета. Сер. 11, Право. — 1987. — № 6. — С. 91—93.                                                         |
|        | Титов Ю. П. [Рецензия] // Советское государство и право. — 1988. — № 8. — С. 143—145.                                                                             |
| Том 5. | Виленский Б. В. [Рецензия] // Советское государство и право. — 1989. — № 3. — С. 154—155.                                                                         |
|        | Рогожин А. И., Гончаренко В. Д. [Рецензия] // Вестник Московского университета. Сер. 11, Право. — 1989. — № 4. — С. 78—79.                                        |
| Том 6. | Рогожин А. И. [Рецензия] // Вестник Московского университета. Сер. 11, Право. — 1990б. — № 2. — С. 77—78.                                                         |
| Том 8. | Коротких М. Г. [Рецензия] // Государство и право. — 1992. — № 3. — С. 151—153. — ISSN 0132-0769.                                                                  |
|        | Гуценко К. Ф. Судебная реформа 1864 г.: некоторые уроки // Вестник Московского университета. Сер. 11, Право. — 1992. — № 5. — С. 94—96.                           |
|        | Загоруйко К. Ф. [Реферат] // Социальные и гуманитарные науки. Отеч. лит. Сер. 4, Гос. и право : Реферативный журнал. — 1992. — № 2. — С. 20—23. — ISSN 2219-861X. |
| Том 9. | Загоруйко К. Ф. [Реферат] // Социальные и гуманитарные науки. Отеч. лит. Сер. 4, Гос. и право : Реферативный журнал. — 1995. — № 2. — С. 23—26.                   |